# Bbuono guaglione/Comme ll'autunno
Bbuono guaglione/Comme ll'autunno, pubblicato nel 1960, è un singolo del cantante italiano Mario Trevi

## Storia
Il singolo presenta due incisioni inedite di Trevi.

## Tracce
Lato A
- Bbuono guaglione (Fiorelli-Buonafede)

Lato B
- Comme ll'autunno (Annone-De Caro-Genta)

## Incisioni
Il singolo fu inciso su 45 giri, con marchio Durium- serie Royal (QCA 1162). 
Direzione arrangiamenti: M° Tonino Esposito.